# Trent (rivière de Nouvelle-Zélande)
Pour les articles homonymes, voir Trent.

La rivière Trent  (en anglais : Trent River) est un cours d’eau de la région de la  West Coast de l’Île du Sud de la Nouvelle-Zélande.

## Géographie
Elle s’écoule vers l’est à partir de sa source dans la chaîne de « Kaimata Range »  au  nord-est de la ville d’Otira, tournant au  nord pour atteindre la vallée de la rivière Ahaura .